# Huolongjing

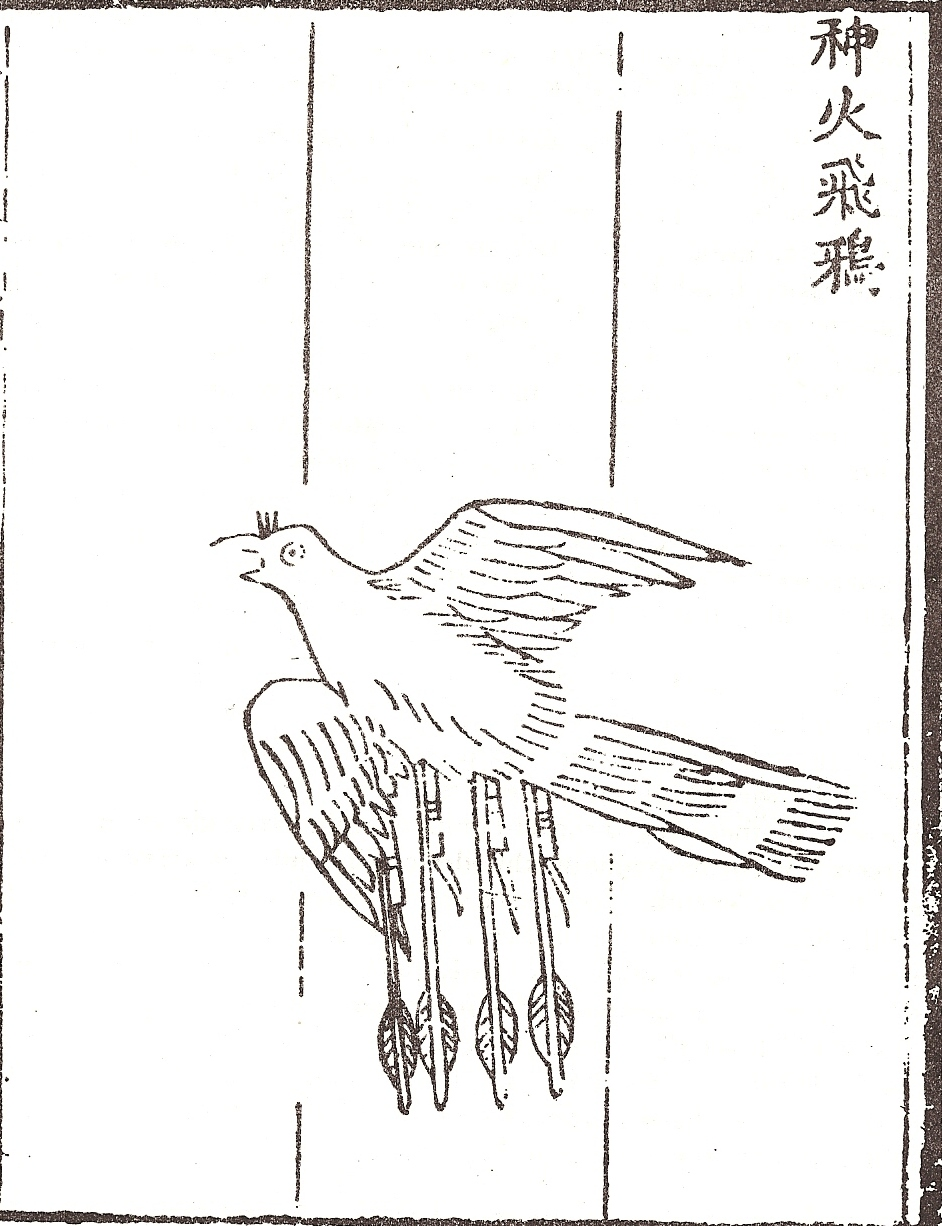
El "divino fuego del vuelo del cuervo" (shen huo fei ya), ilustración del Huolongjing

El Huolongjing (chino tradicional: 火龍 經, chino simplificado : 火龙 经; pinyin : Huǒ Lóng Jīng; Wade-Giles: Huo Lung Ching; traducido como El Manual del Dragón o El Manual del Fuego del Dragón), también conocido como Huoqitu, es un tratado militar del siglo XIV, compilado y editado por Jiao Yu y Liu Bowen durante principios de la dinastía Ming (1368-1683). El Huolongjing se basa principalmente en el texto conocido como Huolong Shenqi Toba (Ilustraciones de los ingenios divinos del fuego del dragón), texto perdido.

## Historia
El Huolongjing fue escrito como guía para "armas de fuego" que involucraran pólvora desde 1280 hasta mediados del siglo XIV. El Huolongjing proporciona información sobre varias composiciones de pólvora y armas. Algunas fórmulas mencionadas son nombres como "pólvora divina", "pólvora venenosa" y "pólvora enceguecedora y ardiente". Entre las armas descritas, se incluyen bombas, flechas de fuego, cohetes, lanzacohetes, minas terrestres, minas navales, lanzas de fuego, cañones de mano, y cañones montados sobre ruedas de carruajes.
Aunque la primera edición del Huolongjing fue publicado en Xiangyang en algún momento antes de 1395, su prefacio o se proporcionó hasta la publicación en Nanyang en 1412. La edición de 1412 es conocida como la Huolongjing Quanji (Colección completa del Manual del dragón de fuego), permanece en gran parte sin cambios respecto a su predecesor, con la excepción de su prefacio, que proporciona una cuenta del tiempo de Jiao Yu en el ejército del Emperador Hongwu. En el prefacio, Jiao Yu afirma describir las armas de pólvora que se habían usado desde 1355 durante su participación en la Revuelta de los Turbantes Rojos y de la rebelión contra la dinastía Yuan. El material más antiguo encontrado en su texto data de 1280.
Un segundo y tercer volumen del Huolongjing conocido como Huolongjing Erji (Manual del Dragón de Fuego, Volumen Dos) y Huolongjing Sanji (Manual del Dragón de Fuego, Volumen 3) se publicaron en 1632 con contenido que describe armas como el mosquete y de los cañones de retrocarga. Después de la final de la dinastía Ming, la dinastía Qing proscribió la reimpresión de Huolongjing por usar expresiones como "bárbaros del norte", que ofendieron a la elite gobernante: los manchúes.

## Contenido

### Pólvora y explosivos

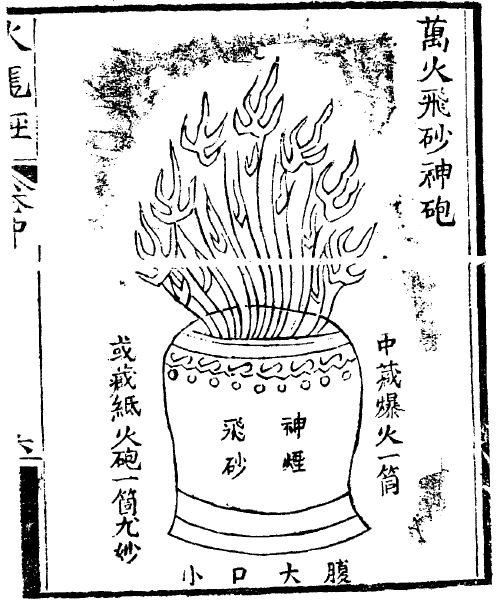
'Bomba divina de arena voladora que libera diez mil fuegos' (wan huo fei sha shen pao). Ilustración del Huolongjing. Un dispositivo de carcasa débil posiblemente utilizado en combate naval.

Aunque su fuerza destructiva fue ampliamente reconocida en el siglo XI, la pólvora continuó siendo conocida como una "droga de fuego" (huo yao) debido a sus propiedades farmacéuticas originales. Sin embargo, poco después de que la fórmula química para la pólvora se registrara en el Wujing Zongyao de 1044, comenzaron a aparecer evidencias de interferencia estatal en los asuntos de la pólvora. Al darse cuenta de las aplicaciones militares de la pólvora, el tribunal Song prohibió las transacciones privadas que involucran azufre y salitre en 1067 a pesar del uso generalizado de salitre como potenciador del sabor, y se trasladó a monopolizar la producción de pólvora. En 1076 la dinastía Song prohibió a las poblaciones de Hedong (Shanxi) y Hebei de vender azufre y salitre a los extranjeros. En 1132, a la pólvora se la nombraba por sus valores militares y fue llamada "medicina de la bomba de fuego" en lugar de "medicina de fuego".
Si bien las fórmulas de pólvora a finales del siglo XII y hasta al menos 1230 eran lo suficientemente potentes para generar explosiones y estallidos de proyectiles de hierro fundido la pólvora se hizo más potente, aplicando el enriquecimiento de azufre a partir de extractos de pirita. Las disoluciones de pólvora china alcanzaron el máximo potencial explosivo en el siglo XIV y se considera que, al menos, seis fórmulas han sido óptimas para crear pólvora explosiva, con niveles de nitratos que van del 12% al 91%. La evidencia de la fabricación de armas de pólvora explosivas a gran escala comenzó a aparecer. Mientras estaba en guerra con los mongoles en 1259, el oficial Li Zengbo escribió en su Ko Zhai Za Gao, Xu Gao Hou que la ciudad de Qingzhou se fabricaba de una a dos mil bombas encapsuladas con hierro al mes y las entregaba a Xiangyang y Yingzhou en cargas de unas diez a veinte mil proyectiles a la vez.
La principal contribución del Huolongjing a la pólvora fue expandir su papel como arma química. Jiao Yu propuso varias composiciones de pólvora además del nitrato de potasio estándar (salitre), azufre y carbón. Se describen las aplicaciones militares de "pólvora divina", "pólvora venenosa" y "pólvora enceguecedora y ardiente". La pólvora venenosa para bombas lanzadas a mano o lanzadas por fundíbulo se creó usando una mezcla de aceite de tung, orina, sal amoniacal, heces y jugo de cebollín calentado y recubierto de pequeños gránulos de hierro y porcelana rotos. Según Jiao Yu, "incluso los pájaros volando en el aire no pueden escapar de los efectos de la explosión".
Los dispositivos explosivos incluyen la "bomba divina de arena voladora que libera diez mil fuegos", que consistía en un tubo de pólvora colocado en una olla de barro llena de cal viva, resina y extractos alcohólicos de plantas venenosas.

### Flechas de fuego y cohetes

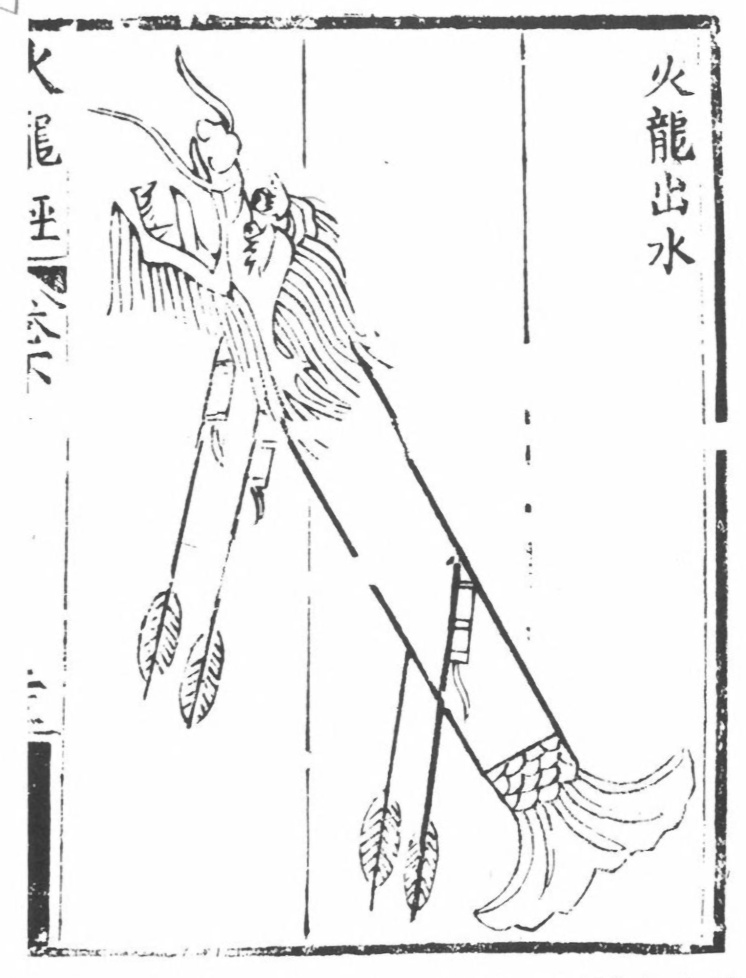
Un 'dragón de fuego saliendo del agua' (huo long chu shui), cohete multietapa. Ilustración del Huolongjing. Versión antigua del exocet.

Jiao Yu llamó a las flechas de fuego más antiguas disparadas desde arcos (no del tipo de los lanzacohetes) "fuego de granada tiro de arco", "granada ardiente desde un arco" porque el bulto de papel lleno de pólvora envuelto alrededor de la flecha debajo de la punta de flecha de metal se asemejaba a la forma de una granada. Aconsejó que un trozo de tela de cáñamo se utilizara para reforzar el fajo de papel y se sellara con resina de pino. Aunque describió la flecha de fuego en gran detalle, fue mencionada por el muy anterior Xia Shaozeng, cuando 20,000 flechas de fuego fueron entregadas a los conquistadores de Jurchen de la ciudad de Kaifeng en 1126. Un texto incluso anterior, el Wujing Zongyao (武 经 总 "," Colección de las técnicas militares más importantes"), escrito en 1044 por los eruditos de la dinastía Song Zeng Gongliang y Yang Weide, describieron el uso de tres arcos de una arcuballista que disparó la flechas con la potencia de la pólvora. Aunque escrito en 1630 (segunda edición en 1664), el Wulixiaoshi de Fang Yizhi dijo que las flechas de fuego se presentaron al Emperador Song Taizu en el año 960. Incluso después de que se inventó el cohete en China, la flecha de fuego continuó siguió siendo usada, hasta se podían ver durante la segunda guerra del Opio, cuando China utiliza las flechas de fuego contra los franceses en la década de 1860.

Por el tiempo de Jiao Yu, el término "flecha de fuego" adquirido un nuevo significado y también se refería a los primeros cohetes encontrados en China. La transición simple de esto fue usar un tubo hueco en lugar de un arco o ballesta disparando flechas de fuego impregnadas de pólvora. El historiador Joseph Needham escribió que el descubrimiento se produjo en algún momento antes de Jiao Yu durante los finales de la Dinastía Song del Sur (1127-1279). De la sección de los más antiguos pasajes en el Huolongjing, en el texto se lee:
Uno usa una vara de bambú de 4 a 2 pies de largo, con una flecha de hierro (o de acero) de 4,5 pulgadas de largo ... detrás del plumaje hay un peso de hierro de 0.4 de largo. En la parte delantera hay un tubo de cartón sujeto al palo, donde se encendió la "pólvora ascendente". Cuando desee dispararlo, use un marco con la forma de un dragón, o si no, convenientemente un tubo de madera o bambú para contenerlo. A finales del siglo XIV, el tubo de lanzamiento del cohete se combinó con la lanza de fuego. 
Este artilugio consistía en tres tubos unidos al mismo bastón. Cuando se disparaba el primer tubo de cohete, se encendía una carga en el tubo principal que expulsaba un polvo lacrimógeno cegador al enemigo, y finalmente se disparaba el segundo cohete. Una ilustración de esto aparece en el Huolongjing, y se proporciona una descripción de su efectividad para ocultar la ubicación de los cohetes al enemigo. Además, el Huolongjing describe e ilustra dos tipos de lanzadores de cohetes montados que dispararon múltiples cohetes. Había un lanzacohetes cilíndrico de cestería, así como un lanzacohetes de caja rectangular de sección oblonga, conocido como el "bloque de flecha de cohete divino". Los cohetes descritos en el Huolongjing no tenían la forma de flechas de fuego estándar y algunos tenían alas artificiales adheridas. Una ilustración muestra que estas alas se usaron para aumentar la estabilidad aerodinámica de la trayectoria de vuelo del cohete, que, según Jiao Yu, podrían elevarse cientos de pies antes de aterrizar en el objetivo designado del enemigo.
En el Huolongjing también se encuentra la más antigua descripción de un cohete multietapa; este era fue llamado "fuego del dragón usado en el agua" (huo long chu shui), conocido por ser utilizado por la marina de guerra China. Era un cohete de dos etapas que tenía cohetes portadores o de refuerzo que activaban automáticamente un número de flechas, que eran cohetes más pequeños, que se disparaban desde el extremo frontal del misil, que tenía la forma de la cabeza de un dragón, abría la boca, hasta que finalmente se extinguía. Este cohete multietapa es considerado por algunos historiadores como el antecesor de las municiones de racimo modernas. Needham dice que el material escrito y la ilustración de este cohete provienen del estrato más antiguo del Huolongjing, que puede fecharse hacia 1300-1350 aproximadamente desde la parte 1 del libro, capítulo 3, página 23.

### Lanza de fuego

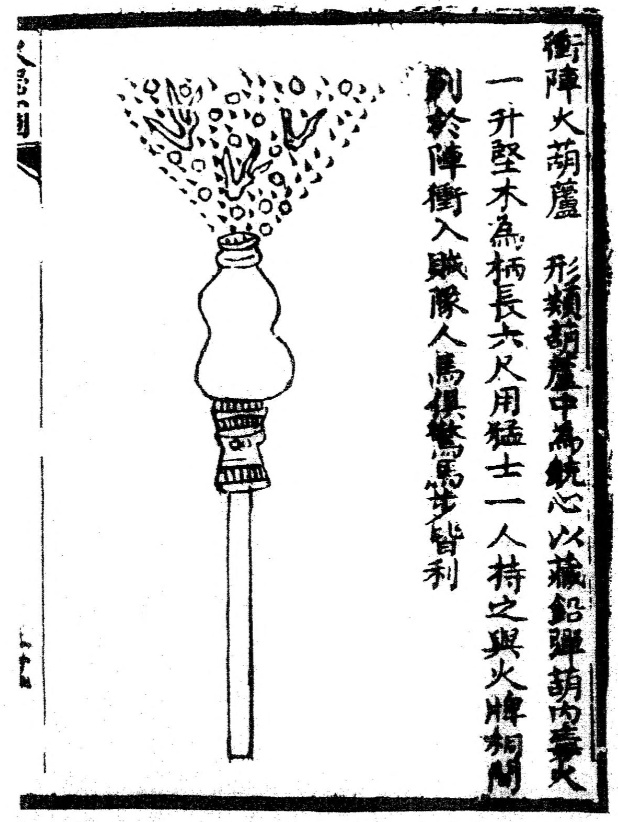
La "calabaza de fuego destruye falanges" (chong zhen huo hu lu), uno de las muchas lanzas de fuego. En la imagen, esta disparando perdigones de plomo en una explosión de pólvora, una ilustración de la Huolongjing.

La lanza de fuego o el tubo de fuego -una combinación de arma de fuego y lanzallamas- habían sido adaptados y modificados en varias formas diferentes por el tiempo de Jiao Yu editaba su Huolongjing. a primera representación de una lanza de fuego tiene fecha c. 950, una pintura china en una pancarta de seda encontrada en el sitio budista de Dunhuang. Estas primeras lanzas de fuego estaban hechas de tubos de bambú, pero habían aparecido barriles metálicos durante el siglo XIII, y disparaban pólvora junto con proyectiles como pequeños fragmentos de porcelana o restos de metal. Los primeros barriles de metal no fueron diseñados para resistir la pólvora de alto contenido de nitratos y un proyectil de llenado de agujeros; más bien, fueron diseñados para soportar la pólvora baja en nitratos del lanzallamas que disparaban pequeños misiles. Esto fue llamado: el "arma penetrante de bandidos" (Ji Zei Bian Chong). Algunos de estos lanzallamas de pólvora con bajo contenido de nitratos usaban mezclas venenosas como el trióxido de arsénico
junto a una lluvia de fragmentos de porcelana. Otra lanza de fuego descrita en el Huolongjing se llamaba "disparo de loto" y estaba acompañada de una explosión de fuego. Además de las lanzas de fuego, el Huolongjing también ilustra un escudo de altura, vertical, móvil utilizado para ocultar y proteger a la infantería, conocido como el "El misterioso escudo contra espadas destructor de falanges con furia ígnea". Este gran escudo rectangular habría sido montado sobre ruedas con cinco filas de seis agujeros circulares cada uno donde podrían colocarse las lanzas de fuego. El escudo en sí habría sido acompañado por espadachines a cada lado para proteger a los pistoleros.

### Bombardas, cañones y armas de fuego

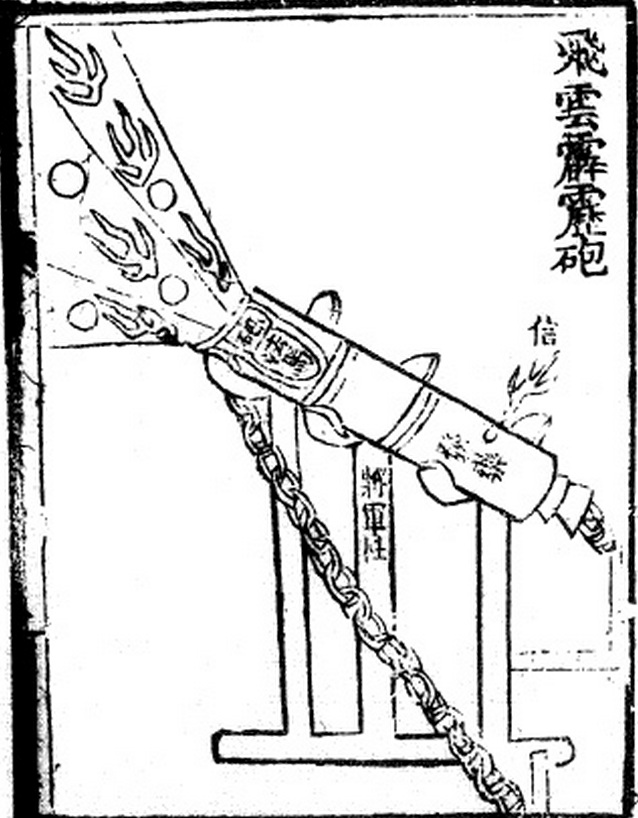
"Eruptor de trueno de la nube voladora" (fei yun pi li pao). Ilustración del Huolongjing. Un proto-cañón que disparaba proyectiles.

En China, el primer diseño de barril de cañón retratado en obras de arte fue una escultura de piedra fechada en 1128 en la provincia de Sichuan. El cañón existente más antiguo que contiene una inscripción es un cañón de bronce de China con la fecha, "2 ° año de la era Dade, dinastía Yuan" (1298). El cañón existente confirmado más antiguo es el Cañón de mano de Heilongjiang, fechado en 1288 con evidencia contextual. La historia de Yuan registra que por esos años estalló una rebelión del príncipe mongol cristiano Nayan y el comandante Jurchen Li Ting quien, junto con una brigada coreana reclutada por Kublai Khan, reprimió la rebelión de Nayan usando cañones de mano y bombardas portátiles.
El precursor del barril de metal estaba hecho de bambú, que fue registrado en uso por un comandante de la guarnición china en Anlu, provincia de Hubei, en el año 1132. Una de las primeras referencias a la fuerza destructiva de un cañón en China fue realizado por Zhang Xian en 1341, con su verso conocido como El Asunto del Cañón de Hierro. Zhang escribió que la bala de cañón podría "perforar el corazón o la barriga cuando golpea a un hombre o un caballo, e incluso puede atravesar a varias personas a la vez". Jiao Yu describe un cañón, llamado "eruptor", como un dispositivo de bronce fundido que tenía una longitud promedio de 53 pulgadas (130 cm). Escribió que algunos cañones se llenaban con alrededor de 100 bolas de plomo, pero otros, llamados: "Eruptor de trueno de nubes voladoras" (飞云霹雳炮, feiyun pili pao) tenían rondas grandes que producían una carga explosiva al impactar. La munición consistía en cáscaras huecas de hierro fundido llenas de pólvora para crear un efecto explosivo. También se menciona un "Eruptor de humo divino y niebla venenosa" en el que la "pólvora cegadora" y "pólvora venenosa" se empaquetaban en cáscaras huecas utilizadas para quemar los rostros y los ojos de los enemigos, además de ahogarlos con un formidable rocío de humo venenoso. Los cañones se montaron en carros con ruedas para que pudieran girarse para cambiar las direcciones.
El Huolongjing también describe una cañón de órgano de mano con hasta diez cañones. Para el "lanza de fuego portadora de mecha" (chi huo-sheng qiang), describía su estructura como un mecha llevada al orificio de encendido
un cañones, que eran tres cañones, uno después del otro. Durante el reinado del Emperador Yongle (1402-1424), se estableció el Shenjiying, un cuerpo militar especializado, en parte una fuerza de caballería que utilizaba tubos llenos de materiales inflamables enfundados a sus lados, y, en parte, una división de infantería de armas de fuego que manejaba artillería ligera, su transporte, incluido el manejo de los carros.

### Minas terrestres y minas marinas

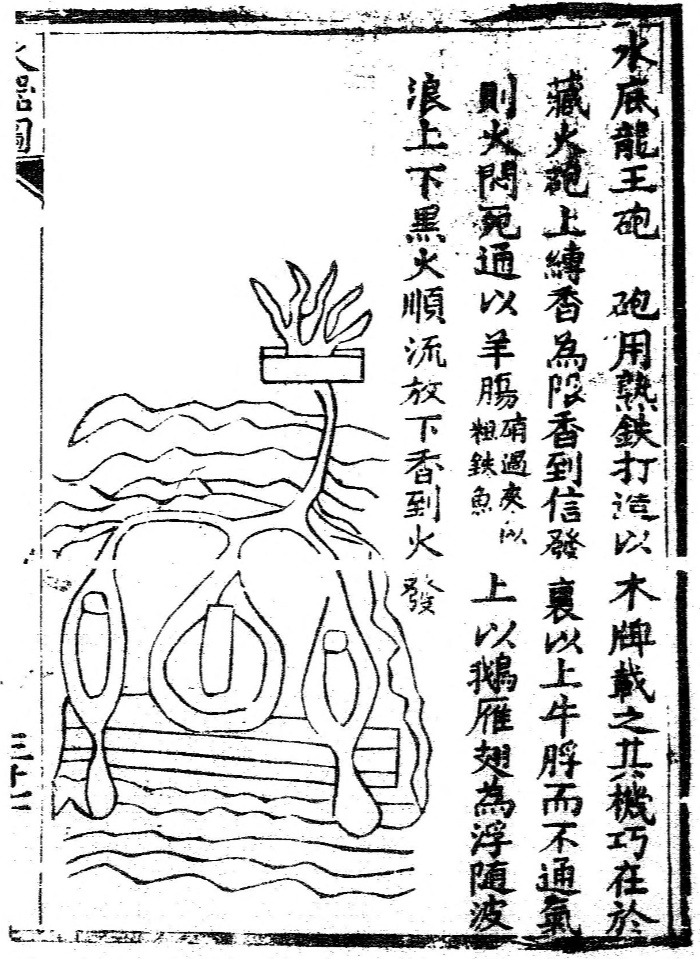
Mina marina conocida como el "rey dragón marino" (shui di long wang pao). Ilustración del Huolongjing. El mecanismo de activación consiste en una plataforma flotante sobre la que esta un palo de incienso que enciende la espoleta. La espoleta atraviesa intestinos de cabras y enciende el dispositivo explosivo de hierro forjado.

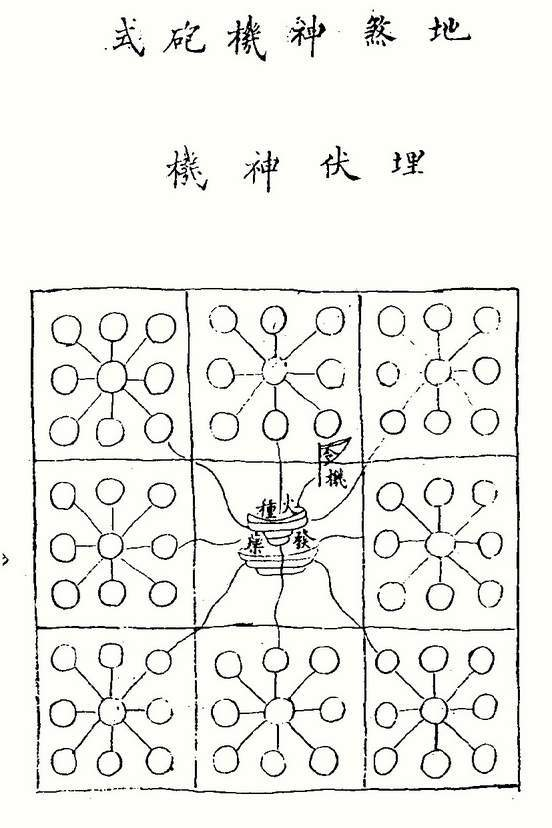
Una mina terrestre conocido como la "Dispositivo divino de daño explosivo para emboscada" (di sha shen ji pao shi - mai fu shen ji). Ilustración del Huolongjing

El primer uso registrado de minas terrestres ocurrió en 1227 cuando el oficial Lou Qianxia de la dinastía Song, a quien se atribuye su invención, los usó para matar soldados mongoles. Jiao Yu escribió que las minas terrestres eran esféricas, hechas de hierro fundido, y sus espoletas eran encendidos por el movimiento enemigo que activaba un mecanismo de disparo. Aunque su libro no dio detalles sobre el mecanismo de disparo, sí menciona el uso de ruedas de acero como mecanismo de disparo. Un libro de la dinastía Ming tardía de 1606 describió el uso de un sistema de disparo que utilizaba una liberación de pasador, pesas, cables y ejes trabajados para girar una "rueda de acero" que funcionaba como un pedernal que proporcionaba chispas que encendían las espoletas de las minas subterráneas. Para el uso de las minas navales, describió palos de incienso ardiendo lentamente disfrazados y sincronizados para explotar contra las naves enemigas cercanas:
La mina marina llamada el 'rey dragón submarino' está hecha de hierro forjado y llevaba en una tabla de madera (sumergida), [apropiadamente cargada con piedras]. Esta (mina) está encerrado en una vejiga de buey. Su sutileza radica en el hecho de que un (palo) de incienso delgado esta hecho (para flotar) sobre la mina en un recipiente. La (incineración) de este palo de incienso determinaba el momento en que se enciende la espoleta, pero sin aire, su brillo se apagaría, por lo que el recipiente se conecta con la mina con un pedazo (largo) de intestino de cabra (a través del cual pasaba la espoleta). En el extremo superior, el (palo de incienso en el contenedor) se mantiene flotando por (una disposición de) plumas de ganso y pato silvestre, de modo que se mueve hacia arriba y hacia abajo con las ondas del agua. En una oscura (noche), la mina se envía río abajo (hacia las naves enemigas).
En el tratado Tiangong Kaiwu (La explotación de las obras de la naturaleza), escrito por Song Yingxing en 1637, la vejiga de buey descrita por Jiao Yu es reemplazada por una bolsa de laca y una cuerda, y es escondido en la costa cercana, se liberaría un mecanismo de disparo de rueda de acero para encender la espoleta de la mina naval.

## Legado
La guerra usando la pólvora se agudizó durante la dinastía Song. En China, las armas de pólvora sufrieron importantes cambios tecnológicos que dieron como resultado una gran variedad de armas que adquirieron cañón. El primer uso confirmado del cañón se produjo durante la dinastía mongola, la Yuan en una represión de las fuerzas rebeldes por las fuerzas de Yuan Jurchen armada con cañones de mano. El desarrollo del cañón continuó durante la dinastía Ming. El desarrollo del cañón chino alcanzó la madurez interna con el cañón de hierro forjado el "gran cañón general" (大將軍炮), conocido por su variante más pesada: el "gran cañón divino" (大神銃), que podía pesar hasta 600 kilogramos y era capaz de disparar varias bolas de hierro y más de cien disparos de hierro a la vez. El encendedor del "gran cañón general" pesaba hasta 360 kilogramos y podía disparar una bola de plomo de 4,8 kilogramos. Los grandes cañones generales y divinos fueron los últimos diseños de cañones chinos indígenas antes de la incorporación de modelos europeos en el siglo XVI.
Cuando los portugueses llegaron a China a principios del siglo XVI, no se impresionaron con las armas de fuego chinas en comparación con las suyas. Con la progresión del primer arcabuz europeo con llave de mecha y llave de rueda, y al advenimiento de la llave de chispa en el siglo XVII, superaron el nivel de armas de fuego chinas anteriores. Ilustraciones de fusileros otomanos y europeos con ilustraciones detalladas de sus armas aparecieron en el libro de Zhao Shizhen: Shenqipu en 1598, estas armas eran tenidas en alta estima. Sin embargo, en el siglo XVII, en el Đại Việt se fabricaron mosquetes, que los Ming consideraban superiores a las armas de fuego europeas y otomanas, también superiores a las japonesas. Las armas de fuego vietnamitas fueron copiadas y diseminadas por toda China.
Las armas de retrocarga entraron en China alrededor del 1517 cuando Fernão Pires de Andrade llegó a China. Sin embargo, él y la embajada portuguesa fueron rechazados porque los problemas en las relaciones ming-portuguesas se exacerbaron cuando el Sultanato de Malaca, un estado tributario del Ming, fue invadido en 1511 por los portugueses bajo Afonso de Albuquerque, y en el proceso una gran comunidad comercial china establecida pereció. El Sultanato de Malacca envió a la dinastía Ming un pedido de ayuda, pero no se envió ninguna expedición de socorro. En 1521, los portugueses fueron expulsados de China por la armada Ming en un conflicto conocido como la Batalla de Tunmen.

## Galería

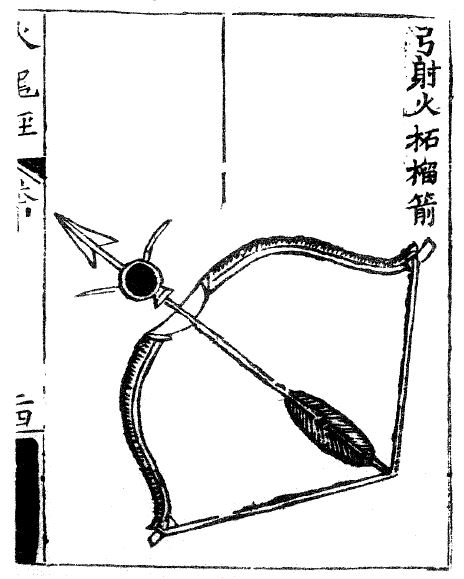
Una flecha atada con pólvora lista para ser disparada. El texto dice: gong she huo zhe liu jian (arco que dispara una flecha de granada incendiaria).
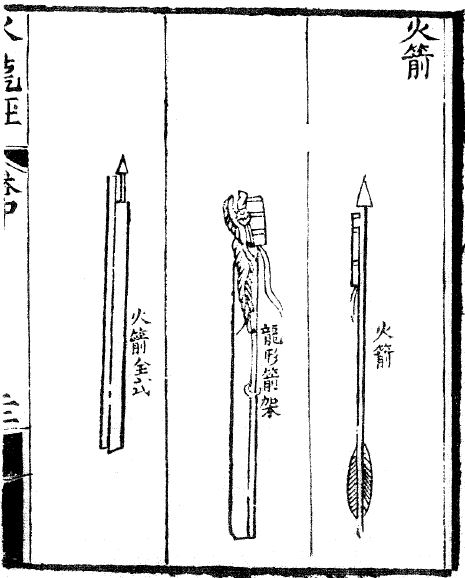
La representación más antigua conocida de flechas de cohete. La flecha derecha dice 'flecha de fuego' (huo jian), el medio es un 'marco de flecha con forma de dragón' (long xing jian jia), y la izquierda es una 'flecha de fuego completa' (huo jian quan shi).
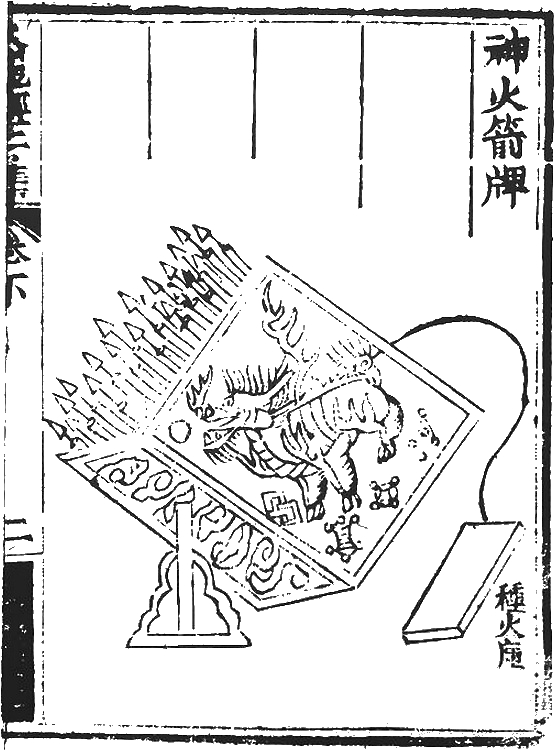
Un 'escudo de flecha del fuego divino' (shen huo jian pai). Representación de un lanzador de flechas de fuego.
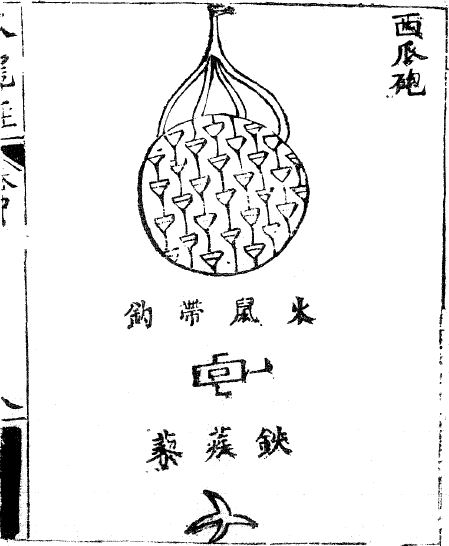
Una 'bomba sandía' (xi gua pao). Contiene 'ratas de fuego', mini cohetes con ganchos.
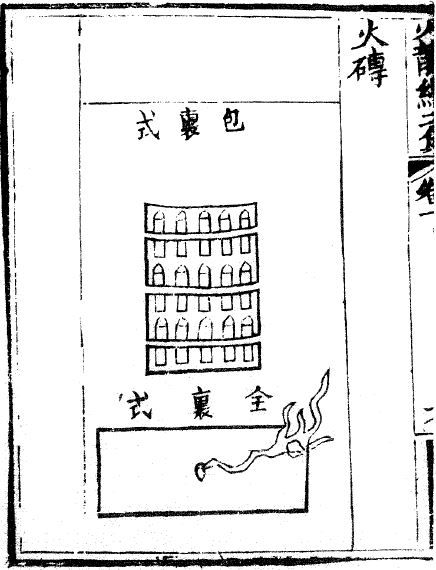
Un 'ladrillo de fuego' (huo zhuan). Contiene mini-cohetes que tienen puntas pequeñas y afiladas.
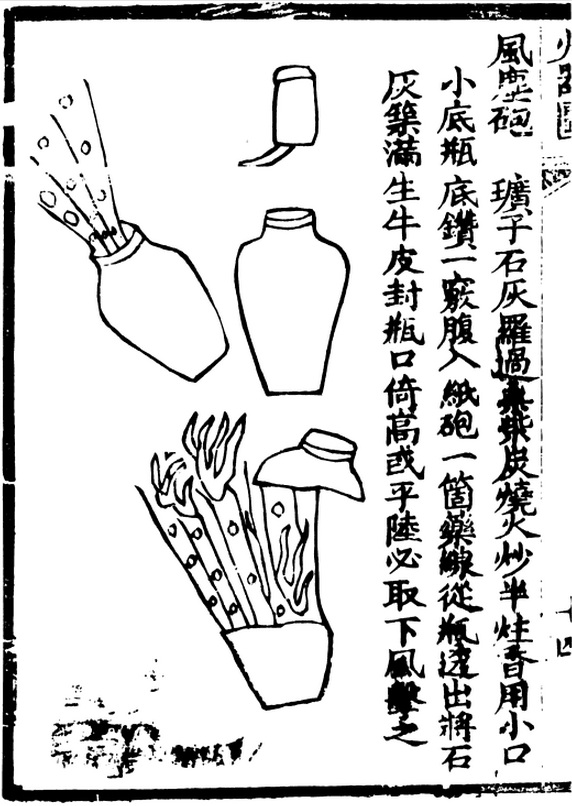
Representación de una "bomba de viento y polvo" (feng chen pao)
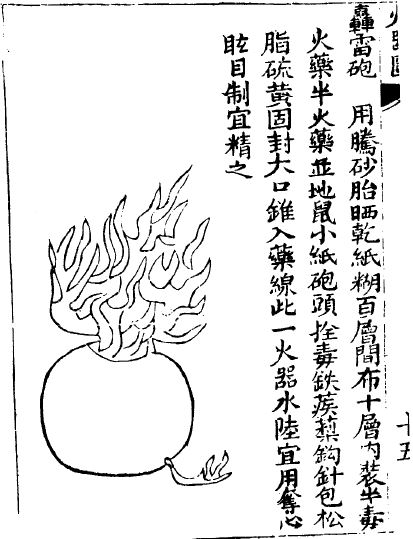
Una "bomba de trueno rugiente" (hong lei pao). El texto describe ingredientes que incluyen mini-cohetes y abrojos con venenos.
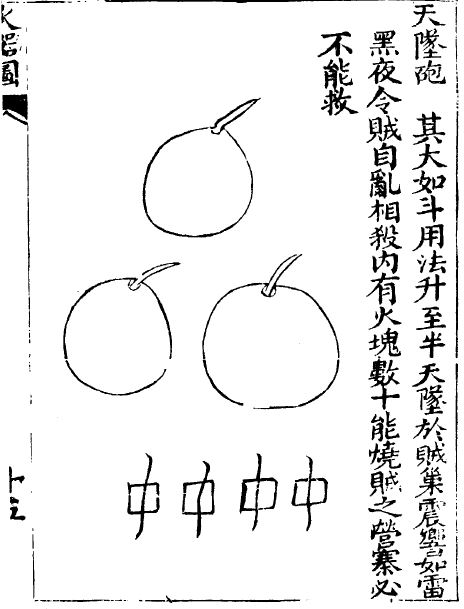
Bomba de 'caída del cielo' (tian zhui pao).
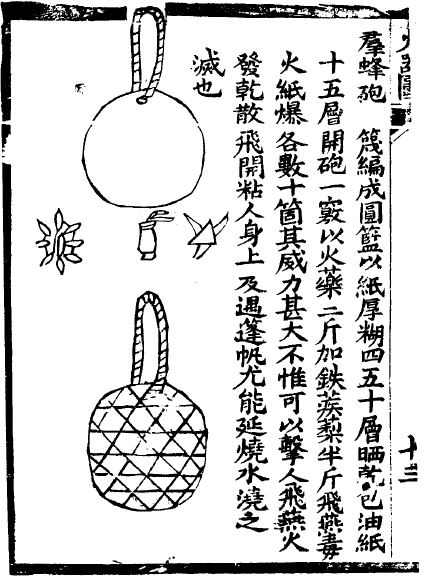
'Bombas de enjambre de abejas' (qun feng pao). Caja de papel llena de pólvora y metralla.
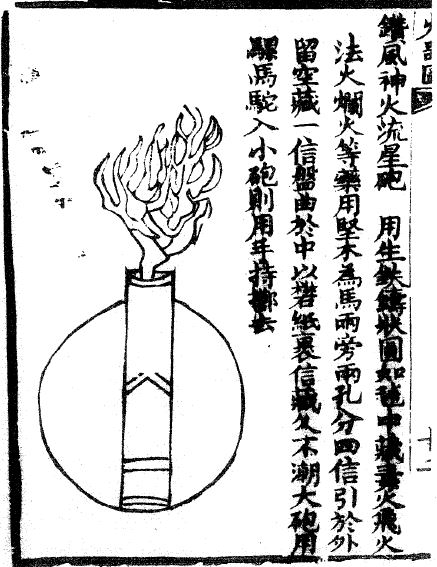
Una bomba 'meteorito de fuego divino que va contra el viento' (zuan feng shen huo liu xing pao).
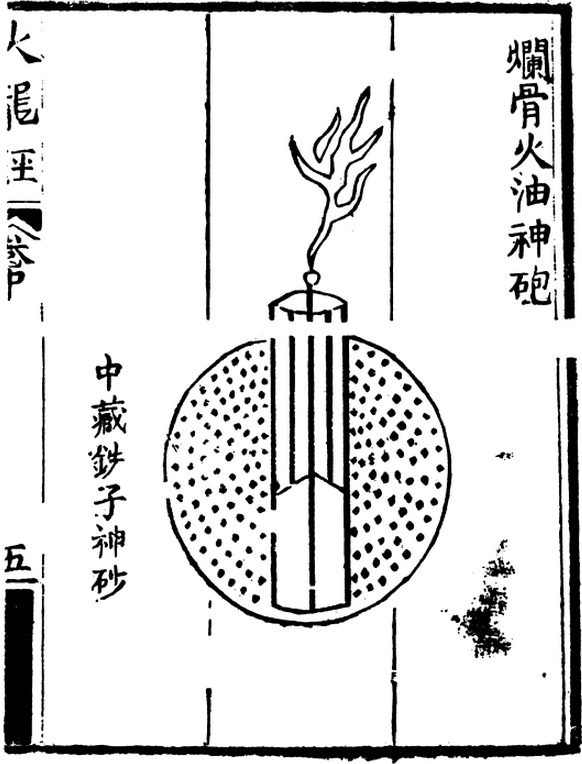
Bomba de fragmentación conocida como la "bomba de aceite de fuego divino que se disuelve" (lan gu huo she she pao). Los puntos negros representan perdigones de hierro.
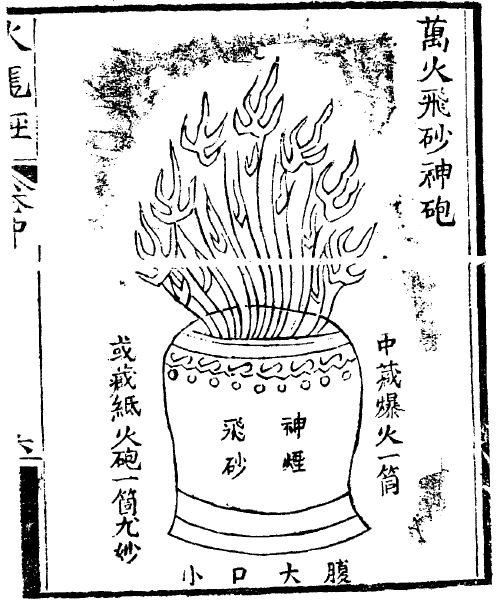
Una 'bomba divina de arena voladora que libera diez mil fuegos' (wan huo fei sha shen pao). Un dispositivo de carcasa débil posiblemente utilizado en combate naval.
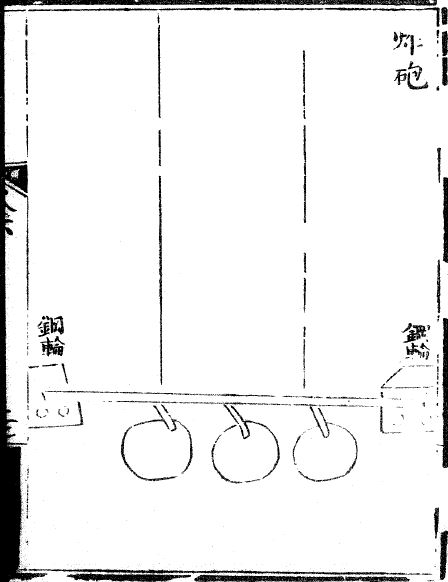
'Bombas explosivas' (zha pao). El dispositivo es operado por ruedas de acero contenidas en dos cajas. Cuando se presionan, se supone que las cajas de las ruedas encienden una chispa que llega a los paquetes de pólvora enterrados, desencadenando la explosión.
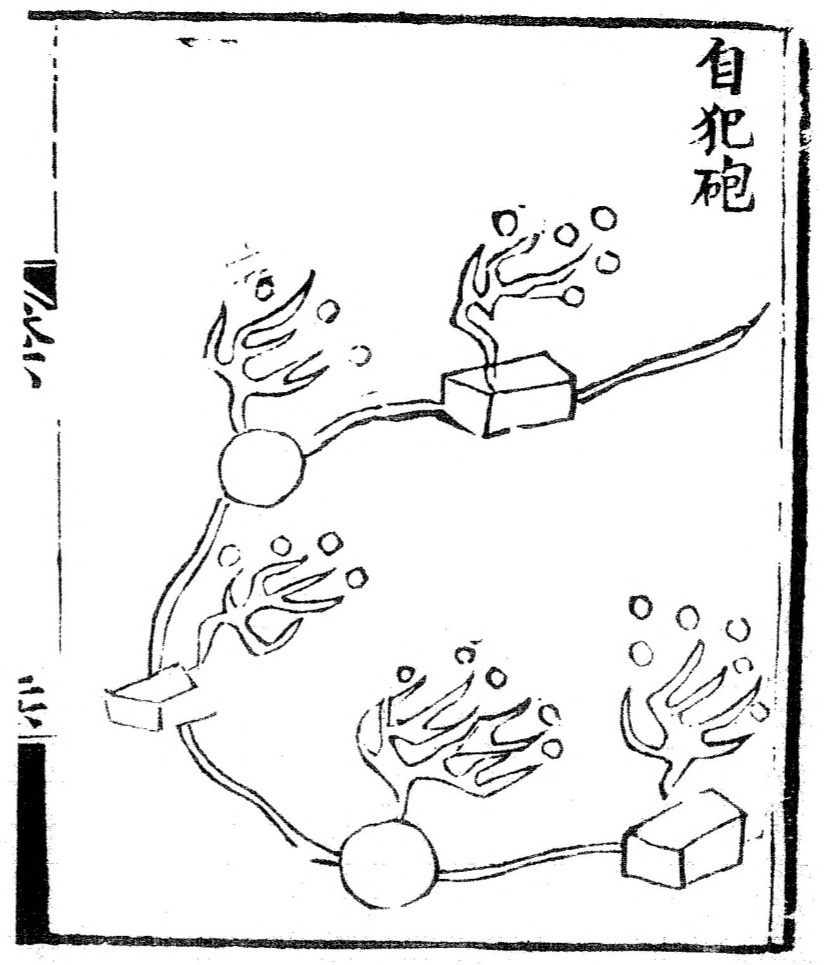
La 'mina terrestre de intrusión autoprovocada' (zi fan pao)
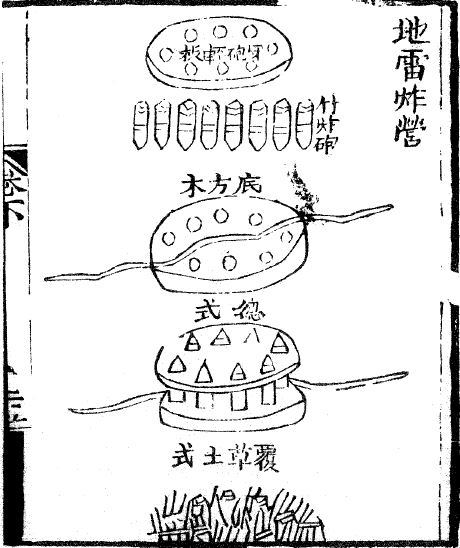
Una 'mina terrestre explosiva' (di lei zha ying). La mina está compuesta por ocho cargas explosivas mantenidas erectas por dos marcos en forma de disco.
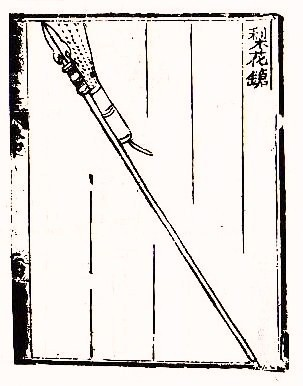
Una 'pistola de la flor del peral' (li hua qiang). Una lanza de fuego.
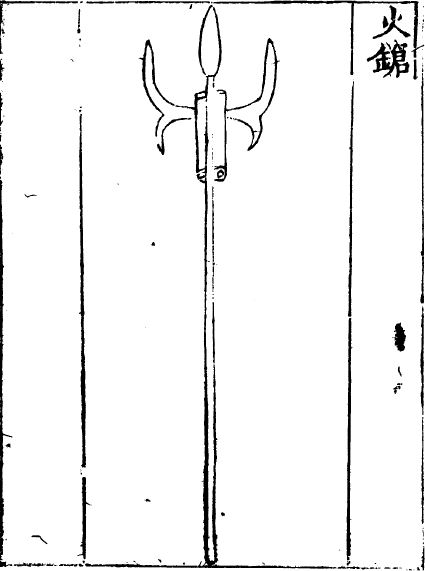
Un 'arma de fuego' (huo qiang). Lanza de fuego de doble cañón. Supuestamente se dispararon en sucesión, y el segundo se enciende automáticamente después de que el primer cañón termina de estallar.
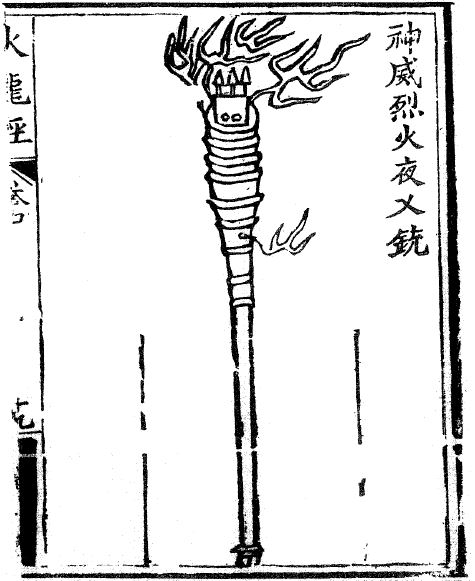
Una 'pistola de yaksha de fuego feroz inspirador' (shen wei lie huo ye cha chong).
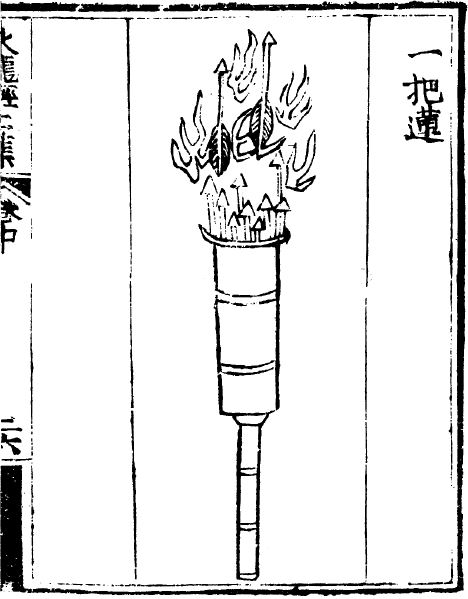
Un 'manojo de loto' (yi ba lian). Es un tubo de bambú que dispara dardos junto con llamas.
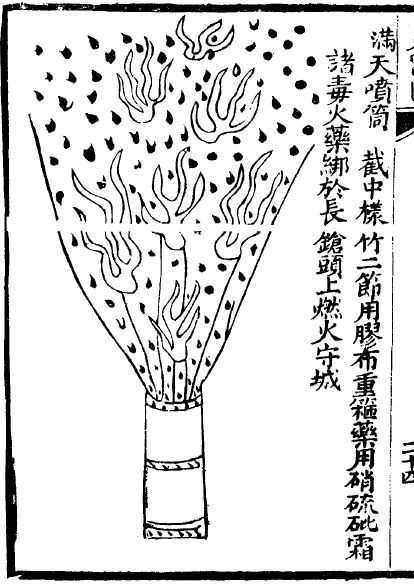
Un "tubo que llena el cielo" (man tian pen tong). Un tubo de bambú lleno de una mezcla de pólvora y fragmentos de porcelana.
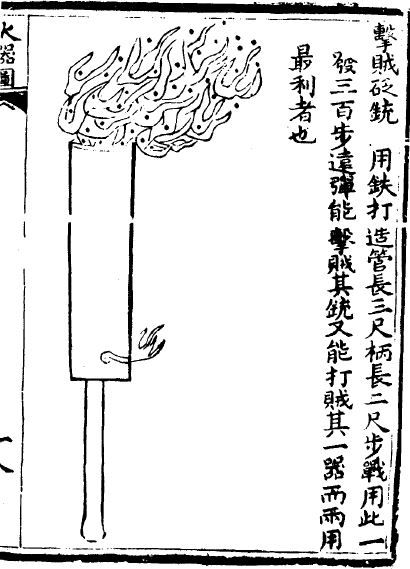
Un 'arma penetrante que golpea a los bandidos' (ji zei bian chong). La primera lanza de fuego con cañón de metal conocido arroja llamas junto con perdigones.
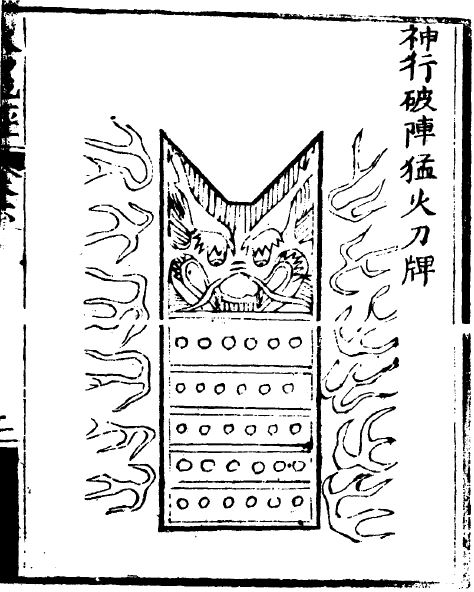
Un "Divino escudo contra espadas destructor de falanges con furia ígnea" (shen xing po zhen meng huo dao pai). Un escudo móvil equipado con lanzas de fuego utilizadas para romper formaciones enemigas.
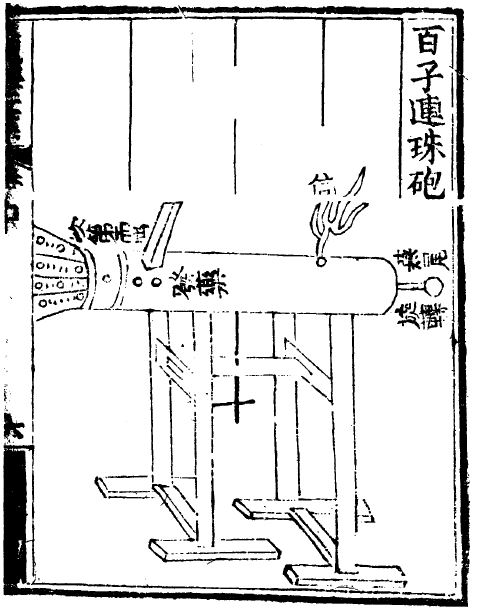
Una lanza de fuego en un marco, el "eruptor de múltiples balas de revista" (bai zi lian zhu pao) dispara plomo, es de avancarga y sus municiones se introducen en el cañón cuando se gira sobre su eje.
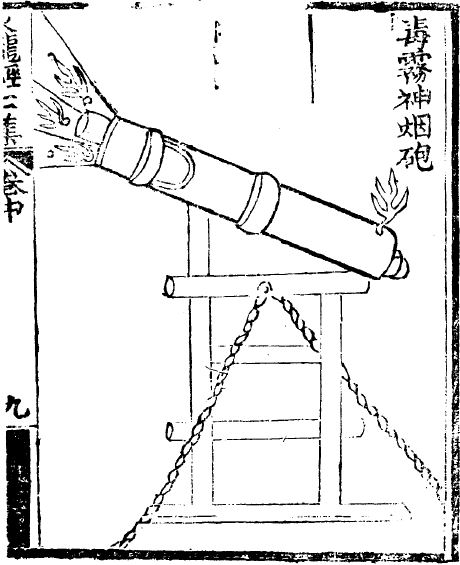
Una 'eruptor divino de humo niebla' (du wu shen yan pao). Se disparan pequeños proyectiles que emiten humo venenoso.
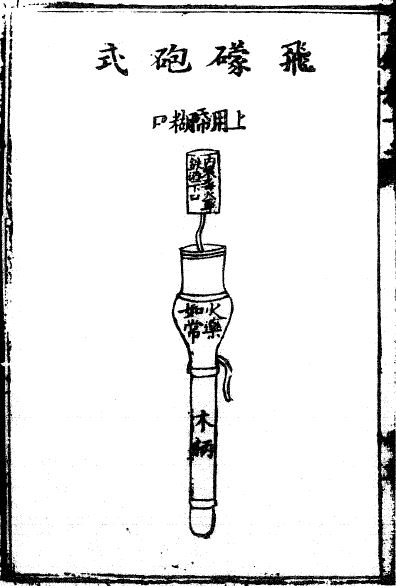
Un disparo de contenedor conocido como el "cañón de la bomba volando oculta" (fei meng pao shi). El bote de veneno se carga en un barril de hierro instalado en un timón de madera.
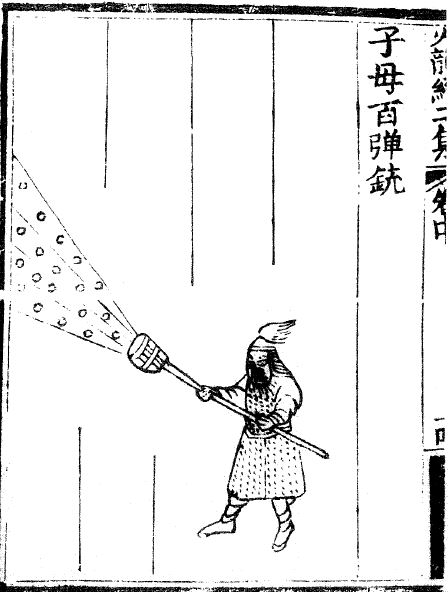
Un arma conocida como la "madre de cien balas de pistola" (zi mu bai dan chong).
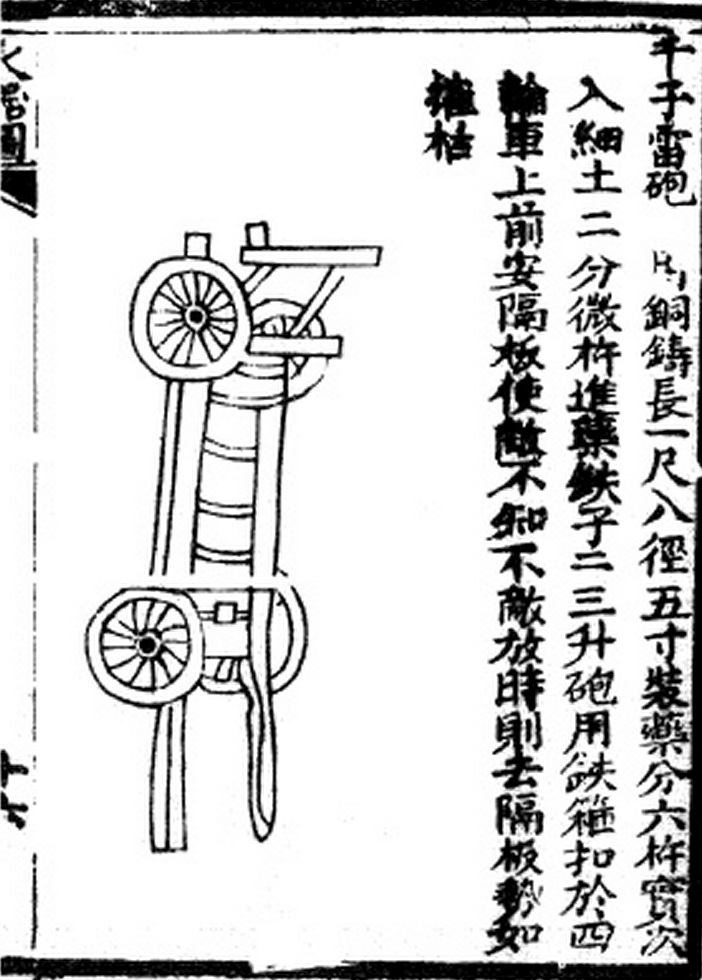
Un cañón de bronce llamado "cañón de truenos de mil bolas" (qian zi lei pao).
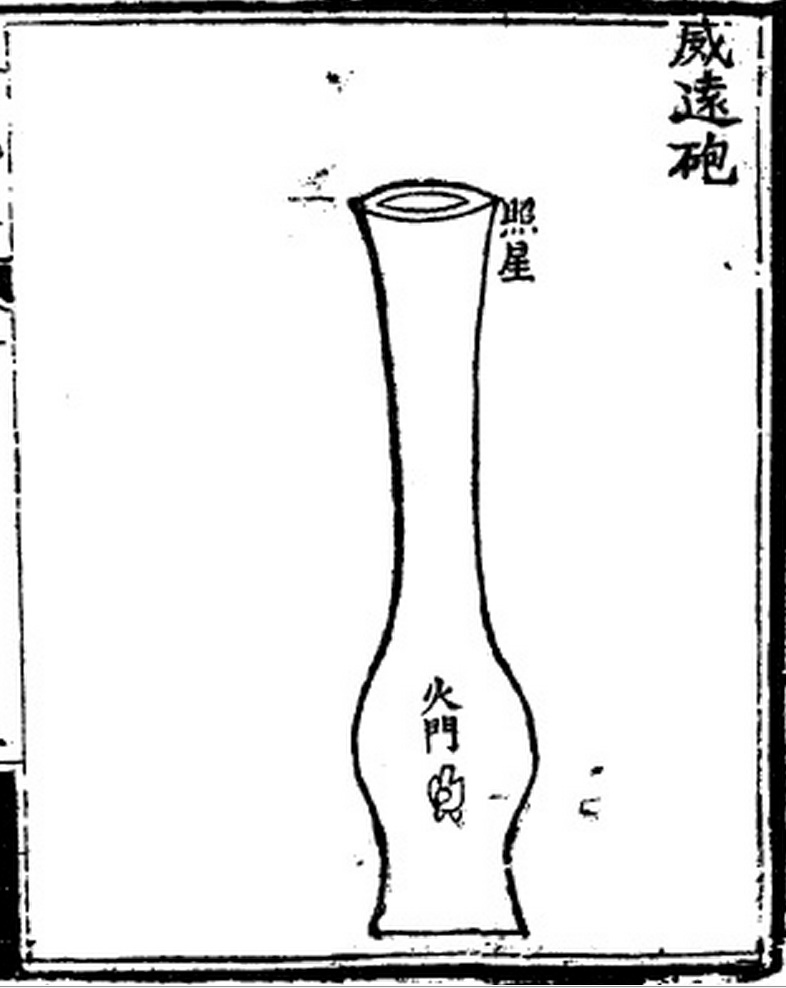
Un "imponente cañón de largo alcance" (wei yuan pao).
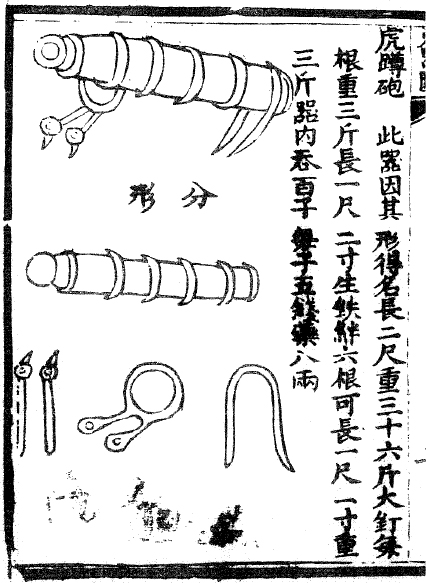
El "cañón de tigre en cuclillas" (hu dun pao).
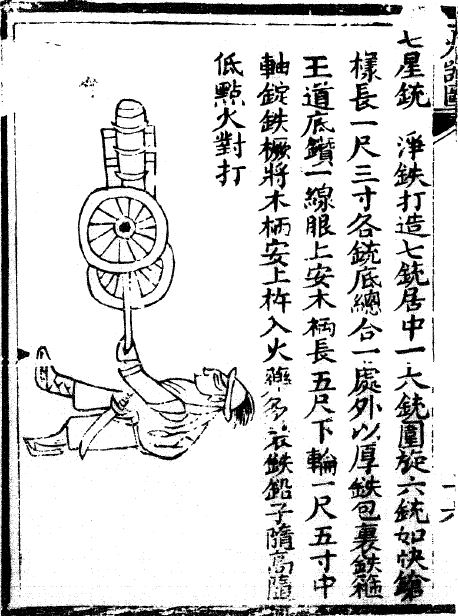
Un 'cañón de siete estrellas' (qi xing chong). Era un cañón de órgano de siete cañones con dos pistolas auxiliares a un lado en un carruaje de dos ruedas.
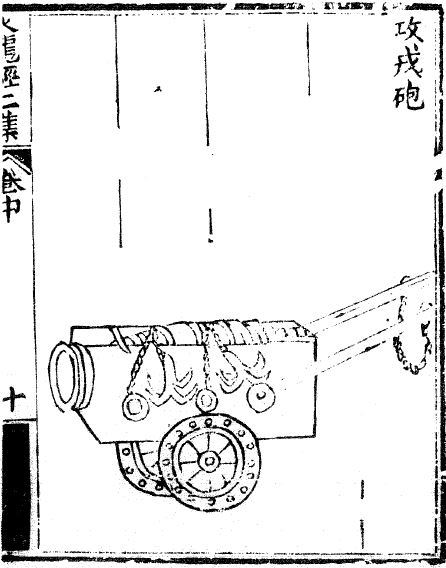
Un 'cañón del atacante bárbaro' (gong rong pao). Las cadenas están unidas al cañón para ajustar el retroceso. No debe confundirse con el "Hongyipao".